# Santiago Calzadilla
Santiago Calzadilla (Buenos Aires, 1806 - 10 de diciembre de 1896), fue un militar graduado del Ejército Argentino, y también desarrolló una intensa vida social como escritor y periodista.

## Biografía
Hijo de Santiago Calzadilla, el que fuera funcionario de Aduanas durante los gobiernos de Juan Manuel de Rosas y, más tarde, presidente del Club del Progreso. Su madre, Manuela Gómez de Calzadilla, lo vistió y trató como a una hija hasta que Santiago cumplió aproximadamente 15 años. En ese tiempo, asistió al colegio femenino dirigido por Dámasa Cabezón.

### Trayectoria militar
Había emigrado durante la época rosista a Perú, donde actuó como ayudante del Mariscal Ramón Castilla en varias batallas. Regresó a Buenos Aires poco antes de ser sitiada por el Coronel Hilario Lagos, apresurándose a enrolarse en su defensa. Fue el único argentino en el cuerpo de oficiales de la Legión Italiana de Buenos Aires, comandada por el Coronel Silvino Olivieri, luego condecorada como Legión Valiente, y por su actuación en ella se le otorgó el grado de Sargento Mayor, que había alcanzado en Perú. 
Posteriormente participó en la Legión Agrícola Militar, donde debido a su enfrentamiento con el Coronel Silvino Olivieri, a cargo también de la conducción, fue arrestado por orden de éste poco tiempo antes de su asesinato, bajo cargos de conspiración y enviado con escolta y grilletes a Buenos Aires.
Figuró en la plana mayor activa en varios destinos, siendo ascendido a teniente coronel en 1886, cargo en que revistó hasta su muerte.

### Trayectoria social
Socialmente, se destacó como gran conversador y pianista en reuniones del Club que presidiera su padre, en el Tigre Hotel y en las tertulias caseras que acostumbraban darse entre la alta burguesía porteña de la época.

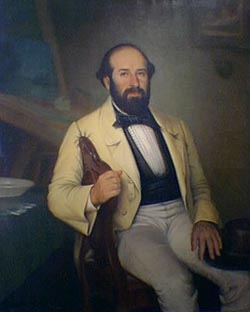
Santiago Calzadilla retratado a los 53 años, por Prilidiano Pueyredón en la Quinta Calzadilla, Tigre, Buenos Aires.

Tuvo esporádicas intervenciones como colaborador en diarios de la Capital y la Provincia de Buenos Aires y fue el primer crítico musical bonaerense.
Estuvo casado con Elvira Lavalleja, hija de Juan Antonio Lavalleja, y en 1856 mandó a construir la Quinta Calzadilla, una muy lujosa casa veraniega en el Tigre, que aún hoy se conserva en la calle Liniers 723 de esa ciudad. En dicha finca vivió los últimos años de su vida y por ella, como invitados del matrimonio, pasaron conocidos personajes de la Argentina de fines del siglo XIX. 
Entre ellos, en 1859, pasó una temporada Prilidiano Pueyrredón, que pintó en esa casa, los retratos de Calzadilla, su esposa y varios otros óleos que actualmente se atesoran en ella.

En 1890, Adolfo Saldías, amigo de Calzadilla, le publicó algunos artículos de costumbres en la columna que tenía a su cargo en el diario La Nación. A raíz del éxito obtenido entre los lectores, especialmente el público femenino, es que Calzadilla se decide a escribir Las beldades de mi tiempo. En el libro, publicado en 1891, con tono entre gracioso y nostálgico, se van hilvanando los recuerdos personales de la vida del autor con los diferentes momentos de una Buenos Aires que se va transformando de aldea en ciudad. 
Las beldades…, desde su aparición, fue bien recibido por los lectores, y ha sido objeto de varias republicaciones a lo largo del siglo XX. Hoy, es cita obligada de historiadores a la hora de hablar de la primera mitad del siglo XIX, aunque nunca se conoció el segundo tomo, prometido en el primero.
Santiago Calzadilla murió en Buenos Aires en 1896.
Adolfo Saldías adquirió la quinta de los Calzadilla y allí recopiló trabajos que formaron algunos de sus libros. Durante casi todo el siglo XX, la quinta se llamó Villa Saldías. Últimamente, las autoridades municipales han restituido el nombre original a la casa.

## Biografía
- Calzadilla, Santiago, Las beldades de mi tiempo, Centro Editor de América Latina, Buenos Aires, 1982, ISBN 950 25 0643

- Udaondo, Enrique, Diccionario Biográfico Argentino, Institución Mitre, Buenos Aires, 1936.

- Frigerio, José Oscar, Epopeya y tragedia del Coronel Silvino Olivieri, Arkenia, Córdoba, 2009.

- Santiago Calzadilla. Las beldades de mi tiempo, Buenos Aires, 1919